# Decaspermum
Decaspermum är ett släkte av myrtenväxter. Decaspermum ingår i familjen myrtenväxter.

## Bildgalleri

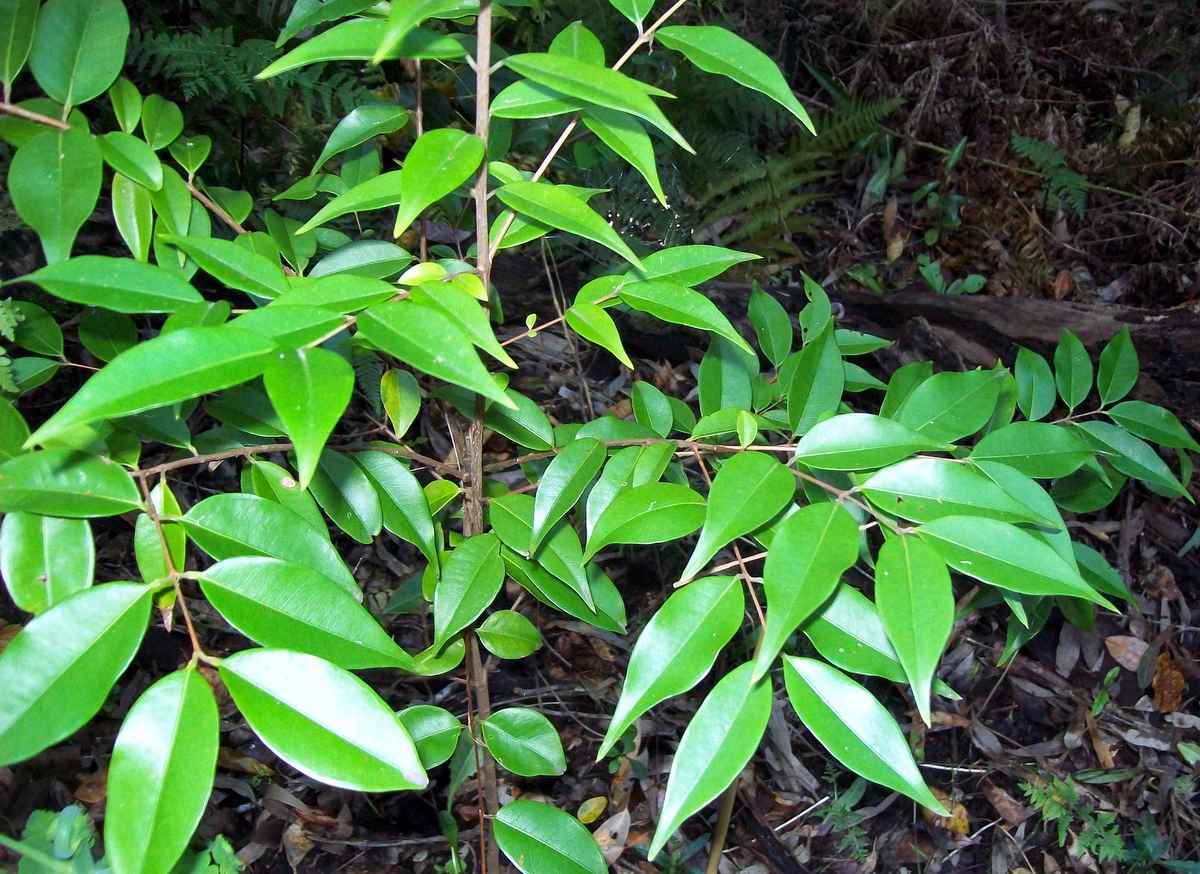

## Dottertaxa tillDecaspermum, i alfabetisk ordning[1]
- Decaspermum albociliatum
- Decaspermum alpinum
- Decaspermum arfakense
- Decaspermum austrohainanicum
- Decaspermum belense
- Decaspermum blancoi
- Decaspermum bracteatum
- Decaspermum cryptanthum
- Decaspermum exiguum
- Decaspermum forbesii
- Decaspermum fruticosum
- Decaspermum glabrum
- Decaspermum gracilentum
- Decaspermum hainanense
- Decaspermum humile
- Decaspermum lanceolatum
- Decaspermum lorentzii
- Decaspermum montanum
- Decaspermum neoebudicum
- Decaspermum neurophyllum
- Decaspermum nitentifolium
- Decaspermum nivale
- Decaspermum parviflorum
- Decaspermum parvifolium
- Decaspermum philippinum
- Decaspermum prunoides
- Decaspermum raymundi
- Decaspermum salomonense
- Decaspermum struckoilicum
- Decaspermum teretis
- Decaspermum triflorum
- Decaspermum urvillei
- Decaspermum vitiense
- Decaspermum vitis-idaea